# Hugo Kraus
Hugo Kraus (28. února 1894, Martínkov – 8. listopadu 1961, Praha) byl český operetní herec, divadelní režisér a divadelní ředitel.

## Biografie
Hugo Kraus se narodil v roce 1894 v Martínkově u Moravských Budějovic, jeho otcem byl kočí, absolvoval nižší gymnázium a hospodářskou školu a mezi lety 1912 a 1914 odešel ke kočovným divadelním společnostem, v roce 1914 však přišel do Prahy, kde se stal členem Divadla na Vinohradech a později také Arény v Praze na Smíchově. V roce 1920 přešel do Uranie, působil pak také v Tylově divadle (Divadlo Na Fidlovačce), Vinohradské zpěvohře a Městském divadle v Kladně. V roce 1929 však vstoupil do Velké operety, kde působil nejen jako herec, ale v letech 1929–1934 jako obchodní tajemník a mezi lety 1934–1945 také jako ředitel.
Po skončení druhé světové války se stal v letech 1947 a 1948 ředitelem strádající Komické zpěvohry v Karlíně, kde působil jako krizový manažer a snažil se zavést klasickou operetu, z toho důvodu byl však odvolán. Po únorovém převratu se stal hlavním vedoucím Půjčovny krojů a masek Lidové tvořivosti v Praze, tam působil mezi lety 1949 a 1956.
Žil v Libiši s manželkou Františkou a bílým vlčákem, je pohřben na hřbitově v Libiši. Zemřel v roce 1961 v Praze.